# Populonia
Populonia est une frazione de la commune italienne de Piombino, dans la province de Livourne, en Toscane.

## Géographie
Populonia se trouve en position dominante sur un des promontoires du golfe de Baratti et conserve des fortifications du XVe siècle, la Rocca di Populonia, dues aux seigneurs de Piombino, les Appiani (it), attesté par le dragon sculpté sur la maison à l'entrée du bourg.
Populonia est située sur une presqu'île. Un musée privé y conserve des pièces étrusques et romaines retrouvées au fond de la mer.
La statue connue sous le nom d’Apollon de Piombino, retrouvée dans les eaux du golfe de Baratti, se trouve au musée du Louvre à Paris.

## La cité étrusque

### Origine du nom
Le nom étrusque Pupluna (ou Fufluna) est associé à la divinité étrusque Fufluns

### Histoire

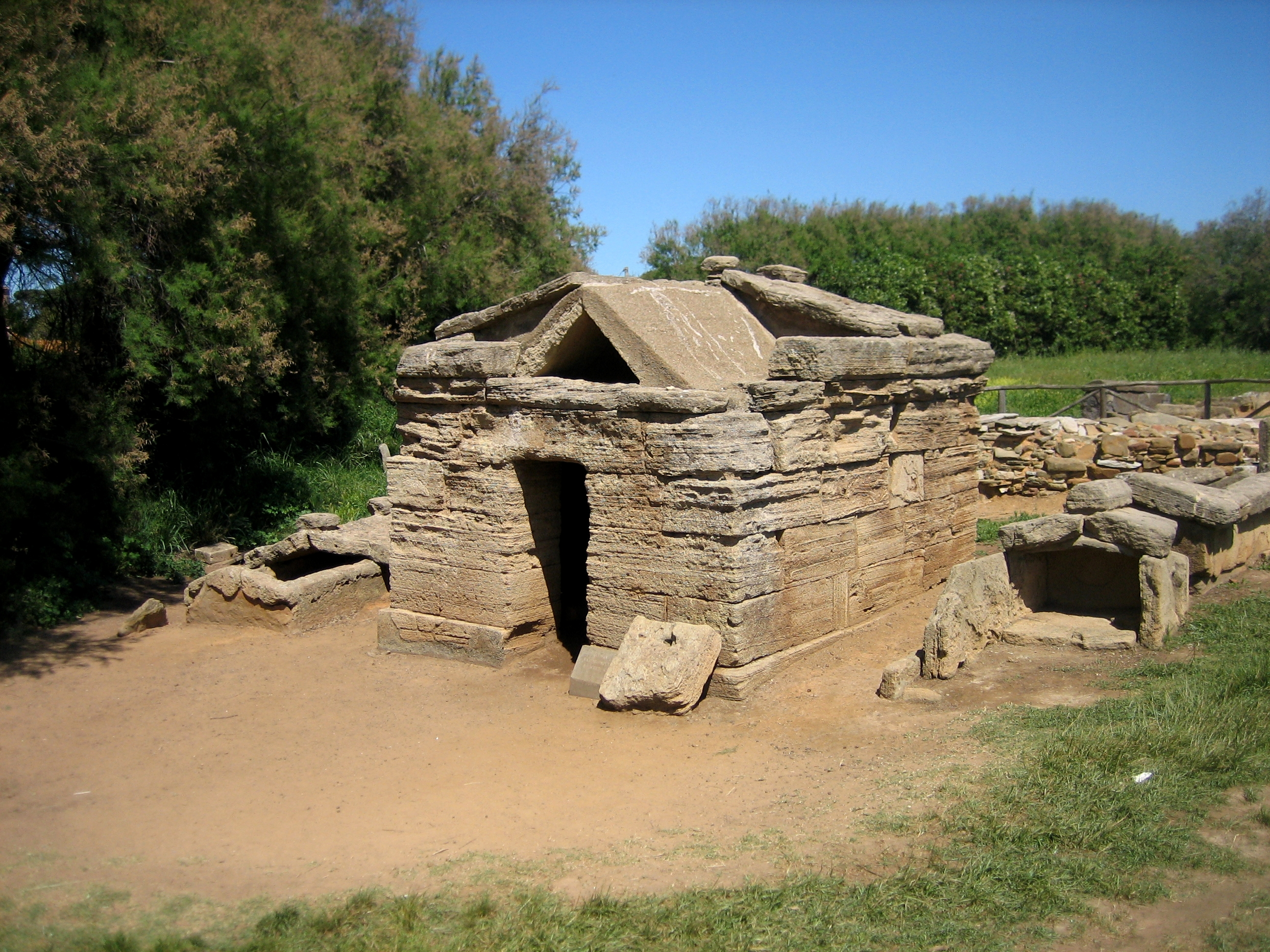
Nécropole étrusque de San Cerbone

Populonia est la seule grande ville étrusque située directement au bord de la mer. Les sources littéraires sont peu loquaces à son sujet. Le grammairien du IVe siècle Servius rapporte trois légendes à propos de sa fondation, sans trancher entre elles. Selon la première, elle aurait été fondée depuis la Corse après la création de la Dodécapole étrusque; selon une deuxième par des colons de Volterra; selon la troisième elle aurait été enlevée aux Corses par les habitants de Volterra. Les données archéologiques indiquent qu'elle était déjà occupée au VIIIe siècle av. J.-C. par une communauté villanovienne. Le matériel n'a rien de commun avec la Corse et diffère sensiblement de celui, plus modeste, de Volterra.
Le territoire de Populonia n'était pas très étendu, mais c'était le plus important centre métallurgique d'Étrurie, où l'on exploita dès le VIIIe siècle av. J.-C. les ressources minières du Campigliese, riche en métaux divers: fer, cuivre, plomb, ainsi que de l'argent. Il existait même, en faible quantité, de l'étain, dont les scories ont été retrouvées. Les traces de cette exploitation sont encore visibles dans le Parco Archeominerario di San Silvestro. Ce n'est qu'à partir de la seconde moitié du VIe siècle av. J.-C. qu'elle se spécialisa dans la production de fer. Sa prospérité était fondée sur la proximité  de l'île d'Elbe, située à une dizaine de kilomètres de la côte, qui, avec ses mines de fer, produisait un minerai de bonne qualité. Lorsque les ressources en bois de l'île furent épuisées, le minerai non affiné fut transporté à Populonia, où il subissait une première transformation. La partie industrielle de la ville était située près de la côte, dans le golfe de Baratti, à proximité du port. Cette activité était tellement importante qu'au fil des siècles, les scories finirent par recouvrir les nécropoles voisines. Le commerce maritime du fer fut développé grâce à des relations étroites avec la Grèce, la Libye et la Grande Grèce (Italie du Sud) ainsi qu'avec d'autres villes étrusques et Rome.
Il existe encore quelques vestiges de l'enceinte pélasgique de la ville haute, longue de quelque 2 500 m. Entre la fin du IVe siècle av. J.-C. et le début du IIIe siècle av. J.-C., une nouvelle muraille fut construite pour protéger la ville basse. Elle allait de Baratti à Poggio Guardiola où elle faisait un angle droit pour rejoindre l'enceinte de la ville haute. Elle fut finalement prolongée de Poggio Guardiola vers le sud-ouest jusqu'à la mer. Les tombes princières en forme de tumulus témoignent de la puissance et de la prospérité des élites de Populonia au cours de la période orientalisante. La Tombe des Chars (Tomba dei Carri) en est un des exemples les plus remarquables.
Peu de cités étrusques battaient monnaie. Populonia par contre produisit un assez grand nombre de pièces. Parmi ces monnaies figure un triens (c'est-à-dire le tiers d'un as) en bronze portant à l'avers l'effigie de Vulcain, qui personnifie le travail des métaux dans le paganisme antique, et, pour mieux expliciter encore ce que la tête du dieu forgeron signifie, au revers le marteau et les tenailles,.
On sait peu de choses à propos de son histoire. Virgile nous dit que Populonia fournit à Énée six cents jeunes guerriers, ce qui, tout en relevant de la légende, est une des rares occurrences de la cité dans la littérature antique. L'historien romain Tite-Live raconte que vers 205 av. J.-C., Populonia dut fournir  à Scipion l'Africain le fer nécessaire pour son expédition en Afrique, au cours de la deuxième guerre punique. Strabon rapporte fort succinctement qu'elle fut assiégée par les troupes de Sylla. Le géographe grec la décrit ensuite comme une ville déserte à son époque, mais dont le port était encore actif.

### Sites archéologiques étrusques
- Parc archéologique de Baratti et Populonia ;
- Parc des nécropoles de Populonia du golfe de Baratti.

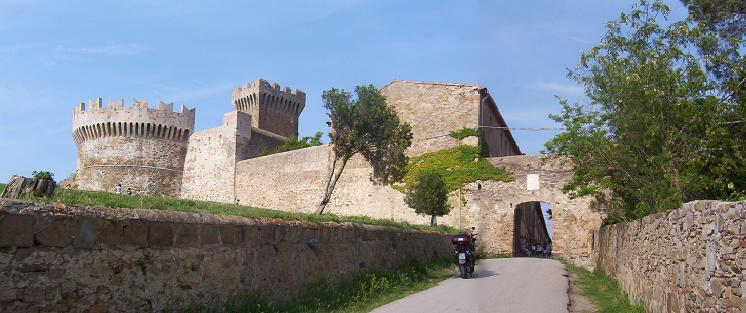
Forteresse de Populonia des Appiani, seigneurs de Piombino

Le musée archéologique du territoire de Populonia de Piombino expose les vestiges des tombes étrusques de Populonia, la mosaïque des poissons, l'amphore de Baratti...

## Architecture médiévale
- Forteresse de Populonia